# Makoto Okazaki (football)
Pour les articles homonymes, voir Makoto Okazaki et Okazaki (homonymie).
Makoto Okazaki (岡崎 慎, , Okazaki Makoto), né le 10 octobre 1998 à Kita-ku au Japon, est un footballeur japonais qui évolue au poste de défenseur central au FC Gifu en prêt du Roasso Kumamoto.

## Biographie

### En club
Né à Kita-ku au Japon, Makoto Okazaki est formé par l'un des clubs de la capitale japonaise, le FC Tokyo. Il est intégré à l'équipe première en 2017 avec deux autres de ses coéquipiers de l'équipe U18, dont Go Hatano,.
Okazaki joue son premier match avec l'équipe première le 7 mars 2018, lors d'une rencontre de Coupe de la Ligue japonaise contre le Yokohama F. Marinos. Il est titularisé au poste de milieu défensif, lors de cette rencontre perdue par son équipe sur le score de un but à zéro. Il fait sa première apparition en J. League, la première division japonaise, le 18 mars suivant face au Shonan Bellmare. Il est titularisé au poste d'arrière droit et son équipe l'emporte sur le score de un but à zéro.
Le 3 janvier 2020, Okazaki est prêté pour une saison au Shimizu S-Pulse. Il fait sa première apparition pour le Shimizu S-Pulse le 16 février 2020, à l'occasion d'une rencontre de Coupe de la Ligue japonaise contre le Kawasaki Frontale. Il entre en jeu à la place de Ryo Takeuchi, lors de cette rencontre perdue par son équipe sur le score de cinq buts à zéro. En septembre 2020, il se blesse au genou droit ce qui lui vaut une absence de plusieurs semaines. Il fait son retour au FC Tokyo le mois suivant, les deux clubs et le joueur mettant fin au prêt qui le liait avec le Shimizu S-Pulse jusqu'à la fin de l'année.

### En sélection
Avec les moins de 23 ans, il participe aux Jeux asiatiques de 2018. Lors de cette compétition qui se déroule en Indonésie, il ne joue qu'une seule rencontre, face au Pakistan, au cours de laquelle il délivre une passe décisive. Le Japon s'incline en finale face à la Corée du Sud, après prolongation.
Il dispute ensuite en janvier 2020 le championnat d'Asie des moins de 23 ans organisée en Thaïlande. Lors de cette compétition, il joue deux matchs. Avec un bilan d'un nul et deux défaites, le Japon est éliminé dès le premier tour.